# Perfect Strangers (음반)
《Perfect Strangers》는 1984년 10월 29일에 발매된 영국의 하드 록 밴드 딥 퍼플의 열한 번째 스튜디오 음반이다. 개혁된 마크 II 라인업으로 녹음한 첫 번째 (가장 성공한) 음반을 대표한다.
9년 만의 딥 퍼플의 스튜디오 음반이었고, 11년 만의 마크 II 라인업으로 1973년의 《Who Do We Think We Are》가 마지막이었다. 리치 블랙모어와 로저 글로버가 레인보우, 블랙 사바스의 이언 길런, 화이트스네이크의 존 로드, 게리 무어의 백 밴드의 이언 페이스를 거쳐 도착했다.
이 음반의 CD와 카세트 버전에는 추가 트랙인 〈Not Responsible〉이 수록되어 있었다("Fucking"이라는 단어가 수록되어 있어 불경스러운 가사를 가진 몇 안 되는 딥 퍼플 곡들 중 하나이다). 이 음반은 1999년 6월 22일 보너스 기악곡인 〈Son of Alerik〉로 리마스터드되었다. 후자는 1984년 싱글 〈Perfect Strangers〉에서 B-사이드로 사용 가능했었다.
이 음반은 상업적으로 성공하여 영국 차트에서 5위, 미국 빌보드 200에서 17위에 올랐다. 《Perfect Strangers》은 1972년 《Machine Head》에 이어 미국에서 플래티넘 인증을 받은 두 번째 딥 퍼플의 스튜디오 음반이었다. 그 투어는 너무 성공적이어서 그 밴드는 표가 매우 빨리 매진되었기 때문에 미국 무대 투어의 많은 추가 날짜를 예약해야 했다. 1985년 그들의 미국 투어는 브루스 스프링스틴을 제외한 모든 아티스트를 능가했다.

## 평가
| 평가 점수                        | 평가 점수 |
| 출처                             | 점수      |
| -------------------------------- | --------- |
| AllMusic                         | [ 2 ]     |
| Collector's Guide to Heavy Metal | 10/10     |
| Rock Hard                        | 9.0/10    |
| Rolling Stone                    | [ 7 ]     |

그 음반은 엇갈린 평을 받았다. 《롤링 스톤》의 데보라 프로스트는 현대적 리뷰에서 "이 재료는 두 개의 싱글을 제외하고 급하게 녹화한 잼으로 구성되어 있다"고 언급하면서 "지금의 헤비 메탈 열풍을 이용해 돈을 벌기 위해서" 발매된 것이 아닌가 하는 의문을 품었다. 그러나 그녀는 "블랙모어의 스트랫은 너무나 큰 포효를 가지고 있어서, 당신은 그것을 잠시 동안 고막에 울려 퍼지게 할 의향이 있다. 그리고 존 로드의 합성된 오르간 돌풍, 이언 페이스의 열광시키는 드럼, 이언 길런의 울부짖음과 속삭임, 그리고 로저 글로버의 탄탄한 베이스 라인을 다시 한 번 듣게 되어 반가운 일이다.", 비록 "글로버 대신 외부 프로듀서가 밴드의 리치와 배치를 강화하도록 강요했을지도 모른다." 캐나다 저널리스트 마틴 포포프는 "70년대에만 고개를 끄덕이며" 그리고 "기술적 디스플레이가 아닌 곡예에서" 집중한다는 이 컴백 음반을 높이 평가하며, 딥 퍼플을 "분류 없는 메탈 장르의 기준점"으로 내세웠다.
글로버는 "기대적으로 좋은 순간"이라고 했지만, "음반으로서 잘 어울리지는 않는다"고 제안했다.

## 곡 목록
모든 곡들은 특별한 언급이 없는 한 리치 블랙모어, 이언 길런 그리고 로저 글로버에 의해 작사/작곡하였다.
| #  | 제목                           | 작사·작곡                                    | 재생 시간 |
| -- | ------------------------------ | -------------------------------------------- | --------- |
| 1. | 〈Knocking at Your Back Door〉 |                                              | 7:09      |
| 2. | 〈Under the Gun〉              |                                              | 4:40      |
| 3. | 〈Nobody's Home〉              | 블랙모어, 길런, 글로버, 존 로드, 이언 페이스 | 4:01      |
| 4. | 〈Mean Streak〉                |                                              | 4:26      |

| #  | 제목                  | 재생 시간 |
| -- | --------------------- | --------- |
| 5. | 〈Perfect Strangers〉 | 5:31      |
| 6. | 〈A Gypsy's Kiss〉    | 4:14      |
| 7. | 〈Wasted Sunsets〉    | 3:58      |
| 8. | 〈Hungry Daze〉       | 5:01      |

| #  | 제목                | 재생 시간 |
| -- | ------------------- | --------- |
| 9. | 〈Not Responsible〉 | 4:53      |

| #   | 제목              | 작사·작곡 | 재생 시간 |
| --- | ----------------- | --------- | --------- |
| 10. | 〈Son of Alerik〉 | 블랙모어  | 10:01     |

## 인증
| 국가                       | 인증     | 판매량/출하량 |
| -------------------------- | -------- | ------------- |
| 오스트레일리아 (ARIA)      | 골드     | 35,000^       |
| 캐나다 (뮤직 캐나다)       | 플래티넘 | 100,000^      |
| 독일 (BVMI)                | 골드     | 250,000^      |
| 뉴질랜드 (RMNZ)            | 골드     | 7,500^        |
| 스위스 (IFPI 스위스)       | 골드     | 25,000^       |
| 영국 (BPI)                 | 골드     | 100,000^      |
| 미국 (RIAA)                | 플래티넘 | 1,000,000^    |
| 요약                       |          |               |
| 전 세계                    | —        | 3,000,000     |
| ^출하량을 기반으로 한 인증 |          |               |